# 全国消費実態調査
全国消費実態調査（ぜんこくしょうひじったいちょうさ）は、総務省が行う基幹統計調査の1つ。家計の構造を「所得」「消費」「資産」の3つの側面から総合的に把握することを目的として、家計の収入・支出及び貯蓄・負債、耐久消費財、住宅・宅地などの家計資産を5年ごとに調査する。その調査結果は、全国及び地域別、世帯属性別などに集計・公表され、介護・年金等社会保障政策の検討などの基礎資料として利用されているほか、地方公共団体、民間の会社、研究所などでも幅広く利用されている。また、ジニ係数など所得の分布を表わす指標についても提供されている。
その後、全面的に見直しを行った上で、2019年（令和元年）に「全国家計構造調査」と名称が変更された。